# Батюто Павло Йосипович
Павло Йосипович Батюто (нар. 28 березня 1969) — радянський та білоруський футболіст, що виступав на позиції півзахисника. По закінченні виступів на футбольних полях — білоруський футбольний тренер. Відомий за виступами насамперед за клуб «Німан» з Гродно, у складі якого зіграв понад 130 матчів у білоруській вищій лізі.

## Клубна кар'єра
Павло Батюто народився в Мінську, де й розпочав займатися футболом в СДЮШОР «Зміна». У команді майстрів дебютував у 1989 році в команді першої ліги СРСР «Таврія» з Сімферополя, проте зіграв у сімферопольській команді лише 2 матчі, та повернувся до Білорусі, де став гравцем команди другої ліги «Хімік» з Гродно. З першого року виступів він стає одним із гравців основного складу команди, та зіграв у другій лізі за гродненську команду загалом 97 матчів. З 1992 року Павло Батюто грає у складі гродненської команди, перейменованої в «Німан», у білоруській вищій лізі, а в сезоні 1992—1993 років став у складі команди володарем Кубка Білорусі. До 1995 року залишався основним гравцем клубу, проте пізніше втратив місце в основі клубу, та грав за його фарм-клуби.
На початку 1999 року Батюто перейшов до іншого клубу білоруської вищої ліги «Ліда», в якому грав протягом півроку, після чого грав у нижчоліговому німецькому клубі «Айнтрахт» (Шверин). У 2001 році повернувся до «Німана», й хоч вже не був футболістом основного складу, допоміг команді вибороти срібні медалі першості країни 2002 року. У кінці 2002 року став гравцем нижчолігового польського клубу «Підляшшя» (Біла Підляська), в якому грав до 2005 року, після чого завершив виступи на футбольних полях.

## Тренерська кар'єра
Після завершення виступів на футбольних полях Павло Батюто відразу розпочав тренерську кар'єру на посаді помічника головного тренера свого колишнього клубу «Німан», на якій працював до 2007 року. У 2008 році Батюто очолював також свій колишній клуб «Ліда». У 2010 році Павло Батюто спочатку став асистентом головного тренера, а в 2011 році головним тренером гродненської команди «Белкард». У 2012—2014 році Павло Батюто був головним тренером команди «Сморгонь». У 2016 році Батюто протягом кількох місяців був головним тренером команди «Торпедо» Мінська. Після завершення роботи в мінському клубі Батюто став асистентом головного тренера гродненського «Німана», працював на цій посаді до травня 2020 року, після чого покинув роботу за сімейними обставинами.

## Титули і досягнення
- Володар Кубка Білорусі (1):

«Німан» (Гродно): 1992–1993